# 葉琛
葉琛（1314年—1362年），字景淵，浙江麗水人，元末明初政治人物。
至正四年（1344年）任歙縣縣丞。至正十二年，升任處州（今浙江麗水）路總管府判官。元朝末年任行省元帥，隨元將石抹宜孫鎮守處州。至正十九年（1359年）冬，朱元璋攻下處州後，葉琛避走建寧，後與劉基、宋濂、章溢被聘授為營田司僉事。改任洪都（今江西南昌）知府。至正二十二年（1362年），祝宗、康泰叛變，攻陷洪都。葉琛與行省都事萬思誠出兵迎戰，被俘殺。洪武元年（1368年），追封南陽郡侯。